# Mario Donati

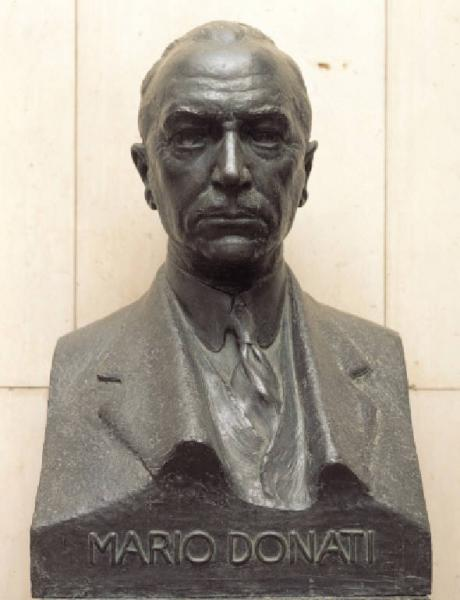
Büste von Mario Donati

Mario Donati (* 24. Februar 1879 in Modena; † 21. Januar 1946 in Mailand) war ein italienischer Chirurg.

## Leben
Donati studierte an der Universität Modena Medizin. 1901 wurde er an der Universität Turin, an deren chirurgischer Klinik er tätig war, promoviert. Nach verschiedenen Tätigkeiten als Dozent in Turin hatte Donati von 1912 bis 1913 eine Professur für Chirurgische Pathologie an der Universität Cagliari inne. Er ging dann nach Morena, wo er von 1916 bis 1922 als Professor für Chirurgie tätig war. Am Ersten Weltkrieg nahm er als Offizier, zuletzt im Rang eines Oberstleutnants, teil.  Nach seinen Jahren in Modena hatte er den Lehrstuhl für Chirurgie an den Universitäten Padua (1922–1927), Turin (1927–1932) und Mailand (1932–1938) inne.
Mit der antijüdischen Rassengesetzgebung des Jahres 1938 im faschistischen Italien wurde Donati seines Lehrstuhls enthoben. Er stammte aus einer jüdischen Familie, war jedoch als Erwachsener zum Katholizismus konvertiert. Bis zur Besetzung Italiens durch deutsche Truppen 1943 arbeitete er in Pflegeheimen, dann flüchtete er aufgrund der beginnenden Deportation italienischer Juden in die Schweiz.
In der Schweiz hielt sich Donati bis 1944 in Lugano und anschließend in Genf auf, wo er als Gastdozent an der Universität und als Lehrer in einem Internierungslager arbeitete. Im Mai 1945 kehrte er nach Mailand zurück, wo er bis zu seinem Tod am 21. Januar 1946 die chirurgische Abteilung eines Krankenhauses leitete.

## Wirken
Donati hatte zahlreiche akademische Ämter inne, darunter die des Dekans der medizinischen Fakultät der Universität Modena (1923–1928) und der Universität Mailand (1936). Daneben stand er 1925/26 der Italienischen Gesellschaft für Chirurgie und 1926/1927 der Italienischen Gesellschaft für Orthopädie als Präsident vor. Von 1923 bis 1928 war er Mitglied des Obersten Bildungsrates (Consiglio nazionale della pubblica istruzione) des Landes. Er war Mitglied und Begründer zahlreicher medizinischer Gesellschaften und gründete 1919 die Fachzeitschrift Archivioitaliano di chirurgia.
Nach dem Chirurgen ist die von ihm 1921 eingeführte Donati-Naht benannt.

## Schriften (Auswahl)
- Chirurgia dell’aulcera gastrica e dei postumi della medesima. Clausen, Turin 1905. (Digitalisat im Internet Archive)
- Chirurgia dell’addome. Unione Tipografico-Editrice Torinese, Turin 1914.
- Lezioni di medicina operatoria. La Litotipo, Padua 1924.
- La tubercolosi extrapolmonare. 2 Bände, Wassermann, Mailand 1936.